# Campionato del mondo d'illusionismo 1964
La nona edizione dei Campionati del mondo d'illusionismo si è svolta nel 1964 a Barcellona, in Spagna.

## Vincitori

### Grand Prix
| Posizione  | Nome          | Nazione  |
| ---------- | ------------- | -------- |
| 1 (parità) | Mr Cox        | Germania |
| 1 (parità) | Pierre Brahma | Francia  |

### Manipulation
| Posizione | Nome         | Nazione     |
| --------- | ------------ | ----------- |
| 2         | Harry Thiery | Paesi Bassi |
| 3         | Fred Sherry  | Austria     |

### General Magic
| Posizione | Nome                   | Nazione     |
| --------- | ---------------------- | ----------- |
| 1         | Cornel & Monique       | Paesi Bassi |
| 1         | Al Preston & Valerie   | Paesi Bassi |
| 2         | Finn Hauser (Finn Jon) | Norvegia    |
| 2         | Claude Rix             | Francia     |
| 3         | Maxel & Mary           | Spagna      |

### Allied Arts: Fakirism
| Posizione | Nome  | Nazione |
| --------- | ----- | ------- |
| 1         | Sager | Spagna  |

### Allied Arts: Ventriloquism
| Posizione | Nome         | Nazione |
| --------- | ------------ | ------- |
| 1         | Amigo Pelaez | Spagna  |

### Allied Arts: Variety
| Posizione | Nome   | Nazione |
| --------- | ------ | ------- |
| 1         | Perico | Spagna  |

### Invention
| Posizione | Nome          | Nazione     |
| --------- | ------------- | ----------- |
| 1         | Rama          | Paesi Bassi |
| 2         | Abbe Brehamet | Francia     |
| 3         | Rigal         | Francia     |

### Micromagic
| Posizione | Nome          | Nazione |
| --------- | ------------- | ------- |
| 1         | Guy Lammertyn | Belgio  |
| 2         | Claude Rix    | Francia |

### Close-up Card
| Posizione | Nome          | Nazione     |
| --------- | ------------- | ----------- |
| 1         | Piet Forton   | Svizzera    |
| 2         | Guy Lammertyn | Belgio      |
| 3         | Rama          | Paesi Bassi |

### Comedy
| Posizione | Nome               | Nazione |
| --------- | ------------------ | ------- |
| 1         | The Maymo Brothers | Spagna  |
| 2         | Karabias           | Spagna  |

### Stage Illusions
| Posizione | Nome           | Nazione  |
| --------- | -------------- | -------- |
| 1         | Les Andreals   | Svizzera |
| 2         | Pikart & There | Spagna   |

### Parlour Magic
| Posizione | Nome        | Nazione |
| --------- | ----------- | ------- |
| 1         | John Flinch | Spagna  |

## Medagliere
| Pos | Nazione     | Oro | Argento | Bronzo | Totale |
| --- | ----------- | --- | ------- | ------ | ------ |
| 1   | Spagna      | 5   | 2       | 1      | 8      |
| 2   | Paesi Bassi | 3   | 1       | 1      | 5      |
| 3   | Francia     | 1   | 3       | 1      | 5      |
| 4   | Svizzera    | 2   | 0       | 0      | 2      |
| 5   | Belgio      | 1   | 1       | 0      | 2      |
| 6   | Germania    | 1   | 0       | 0      | 1      |
| 7   | Norvegia    | 0   | 1       | 0      | 1      |
| 8   | Austria     | 0   | 0       | 1      | 1      |